# Швейковский, Войцех Анзельм
Войцех Анзельм Швейковский (пол. Wojciech Anzelm Szweykowski; 17 апреля 1773 года, Макув-Мазовецки — 5 августа 1838 года, Варшава) — польский католический священник, член монашеского ордена пиаристов, педагог, первый ректор королевского варшавского университета в 1818—1831 годах.

## Биография
В 1789 году вступил в монашеский орден пиаристов в Ломже. После семи лет обучения стал священником и занялся изучением теологии. Каноник.
Работал преподавателем в ломжевской школе. В 1802—1804 совершил путешествие по немецким землям, где познакомился с германской системой образования. Одновременно изучал немецкий язык и литературу. Вернувшись на родину, работал преподавателем в учебных заведениях Плоцка, Сейны и Варшавы. Труд В. Швейковского на ниве просвещения высоко ценился.
Со дня создания королевского варшавского университета он был профессором богословия, катехизации и гомилетики на факультете теологии. В начале 1818 стал деканом факультета, а со 2 марта того же года — избран ректором университета.
На этом посту находился до февраля 1831 года, когда его сменил Юзеф Кароль Шкродский.
При нём указом 30 марта 1830 г. Университету, согласно ходатайству его совета, было присвоено было наименование Александровского; но Польское восстание 1830 года привело к закрытию учебного заведения.
В. Швейковский был одним из самых образованных людей Царства Польского Российской империи, членом варшавского общества друзей науки, государственной комиссии по делам вероисповеданий и общественного просвещения, комиссии по установлению правил польского правописания. Почётный профессор Виленского университета. Почётный доктор теологии Ягеллонского университета (1818).